# Forteresse de Kouma
Kouma est le site d'une des forteresses nubiennes établies par les pharaons pour défendre leur frontière méridionale et contrôler les routes commerciales qui passaient par le Nil depuis le Soudan et l'Afrique.
La forteresse de Kouma formait, avec les deux autres forteresses de Semna sud et de Semna ouest, une barrière permettant de contrôler le trafic maritime entre la deuxième et la troisième cataracte.
Le site fut découvert en 1813 par l'explorateur Burckhardt et étudié de 1924 à 1928 par l'égyptologue Andrew Reisner.
La forteresse est de taille plus modeste que sa voisine de Semna ouest et son plan est approximativement rectangulaire. Elle fut construite au Moyen Empire où le niveau du Nil était plus élevé d'environ sept mètres isolant cette forteresse sur un îlot rocheux. Elle était encore en activité au Nouvel Empire.